# Oeonia
Oeonia Lindl., 1826 è un genere di piante della famiglia delle Orchidacee.

## Distribuzione e habitat
Il genere è un endemismo del Madagascar e delle isole Mascarene.

## Tassonomia
Comprende le seguenti specie:
- Oeonia brauniana H.Wendl. & Kraenzl.
- Oeonia curvata Bosser
- Oeonia madagascariensis (Schltr.) Bosser
- Oeonia rosea Ridl.
- Oeonia volucris (Thouars) Spreng